# ایوان هلونیاک
ایوان هلونیاک (کرواتی: Ivan Hlevnjak; ۲۸ آوریل ۱۹۴۴ – ۲۸ نوامبر ۲۰۱۵) بازیکن فوتبال اهل یوگسلاوی بود.
از باشگاه‌هایی که در آن بازی کرده‌است می‌توان به باشگاه فوتبال هایدوک اسپلیت و باشگاه فوتبال استراسبورگ اشاره کرد.
وی همچنین در تیم‌های ملی فوتبال زیر ۲۱ سال یوگسلاوی و یوگسلاوی بازی کرده‌است.